# القار (كاهشنغ)
القار (بالفارسية: القار) هي مستوطنة تقع في إيران في قسم كاهشنغ الريفي. يقدر عدد سكانها بـ 208 نسمة .